# ميكائيل أشفيتيا
ميكائيل أشفيتيا (10 نوفمبر 1977 بكوتايسي في جورجيا - ) هو لاعب كرة قدم جورجي في مركز الهجوم. شارك مع منتخب جورجيا تحت 21 سنة لكرة القدم ومنتخب جورجيا لكرة القدم. أما مع النوادي، فقد لعب مع أنجي محج قلعة وتوربيدو كوتيسي ودينامو بارنول وروبين كازان وسبارتاك فلاديكافكاز وكارل زايس يينا ولوكوموتيف موسكو ونادي دينامو تبليسي ونادي روستوف ونادي كوبنهاغن وFC Nizhny Novgorod (2007) ‏ وFC Samgurali Tskaltubo ‏.

## وصلات خارجية
- ميكائيل أشفيتيا على موقع الاتحاد الأوربي (الإنجليزية)
- ميكائيل أشفيتيا على موقع قاعدة بيانات كرة القدم.إي يو (الإنجليزية)
- ميكائيل أشفيتيا على موقع ناشيونال فوتبول تيمز (الإنجليزية)
- ميكائيل أشفيتيا على موقع Soccerway.com (الإنجليزية)
- ميكائيل أشفيتيا على موقع عالم كرة القدم.نت (الإنجليزية)